# Mistrzostwa Europy w Lekkoatletyce 1982 – bieg na 800 m mężczyzn

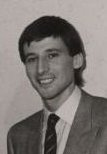
Sebastian Coe

Bieg na dystansie 800 metrów mężczyzn był jedną z konkurencji rozgrywanych podczas XIII mistrzostw Europy w Atenach. Biegi eliminacyjne zostały rozegrane 6 września, biegi półfinałowe 7 września, a bieg finałowy 8 września 1982 roku. Zwycięzcą tej konkurencji został reprezentant  Republiki Federalnej Niemiec Hans-Peter Ferner. W rywalizacji wzięło udział dwudziestu sześciu zawodników z piętnastu reprezentacji.

## Rekordy
| Rekord świata     | Sebastian Coe (GBR) | 1:41,73 | Florencja, Włochy     | 10.06.1981 |
| Rekord Europy     | Sebastian Coe (GBR) | 1:41,73 | Florencja, Włochy     | 10.06.1981 |
| Rekord mistrzostw | Olaf Beyer (GDR)    | 1:43,84 | Praga, Czechosłowacja | 31.08.1978 |

## Wyniki

### Eliminacje
Rozegrano cztery biegi eliminacyjne. Do półfinałów awansowało po trzech najlepszych zawodników każdego biegu eliminacyjnego (Q) oraz czterech spośród pozostałych z najlepszymi czasami (q).
Bieg 1
| Miejsce | Zawodnik              | Czas    | Uwagi |
| ------- | --------------------- | ------- | ----- |
| 1       | Sebastian Coe         | 1:48,66 | Q     |
| 2       | Hans-Peter Ferner     | 1:48,67 | Q     |
| 3       | José Marajo           | 1:49,12 | Q     |
| 4       | Anatolij Rieszietniak | 1:49,23 |       |
| 5       | Julien Michiels       | 1:49,69 |       |
| 6       | Carlos Cabral         | 1:49,84 |       |
| 7       | Donato Sabia          | 1:50,27 |       |

Bieg 2
| Miejsce | Zawodnik             | Czas    | Uwagi |
| ------- | -------------------- | ------- | ----- |
| 1       | Olaf Beyer           | 1:47,97 | Q     |
| 2       | Rob Druppers         | 1:48,24 | Q     |
| 3       | Willi Wülbeck        | 1:48,40 | Q     |
| 4       | Philippe Dupont      | 1:48,61 |       |
| 5       | Spiros Spiru         | 1:49,11 |       |
| 6       | José Antonio Pacheco | 1:50,03 |       |

Bieg 3
| Miejsce | Zawodnik             | Czas    | Uwagi |
| ------- | -------------------- | ------- | ----- |
| 1       | Hans-Joachim Mogalle | 1:48,02 | Q     |
| 2       | Matthias Assmann     | 1:48,14 | Q     |
| 3       | Andrés Vera          | 1:48,24 | Q     |
| 4       | Aleksiej Litwinow    | 1:48,36 | q     |
| 5       | Didier Le Guillou    | 1:48,36 | q     |
| 6       | Klas-Göran Nissén    | 1:50,46 |       |
| 7       | John Chappory        | 1:53,02 |       |

Bieg 4
| Miejsce | Zawodnik           | Czas    | Uwagi |
| ------- | ------------------ | ------- | ----- |
| 1       | Detlef Wagenknecht | 1:47,67 | Q     |
| 2       | Colomán Trabado    | 1:47,69 | Q     |
| 3       | Jorma Härkönen     | 1:47,92 | Q     |
| 4       | Garry Cook         | 1:48,14 | q     |
| 5       | Arno Körmeling     | 1:48,48 | q     |
| 6       | Jón Diðriksson     | 1:50,30 |       |

### Półfinały
Rozegrano dwa półfinały. Do finału awansowało po czterech najlepszych zawodników każdego biegu półfinałowego (Q).
Półfinał 1
| Miejsce | Zawodnik             | Czas    | Uwagi |
| ------- | -------------------- | ------- | ----- |
| 1       | Hans-Peter Ferner    | 1:48,71 | Q     |
| 2       | Rob Druppers         | 1:48,92 | Q     |
| 3       | Garry Cook           | 1:49,03 | Q     |
| 4       | Detlef Wagenknecht   | 1:49,11 | Q     |
| 5       | Matthias Assmann     | 1:49,19 |       |
| 6       | Colomán Trabado      | 1:49,38 |       |
| 7       | Hans-Joachim Mogalle | 1:49,58 |       |
| 8       | Didier Le Guillou    | 1:51,74 |       |

Półfinał 2
| Miejsce | Zawodnik          | Czas    | Uwagi |
| ------- | ----------------- | ------- | ----- |
| 1       | Sebastian Coe     | 1:47,98 | Q     |
| 2       | Olaf Beyer        | 1:48,05 | Q     |
| 3       | Willi Wülbeck     | 1:48,16 | Q     |
| 4       | Jorma Härkönen    | 1:48,22 | Q     |
| 5       | Aleksiej Litwinow | 1:48,38 |       |
| 6       | José Marajo       | 1:48,49 |       |
| 7       | Arno Körmeling    | 1:49,20 |       |
| 8       | Andrés Vera       | 1:49,35 |       |

### Finał
| Miejsce | Zawodnik           | Czas    |
| ------- | ------------------ | ------- |
| 1       | Hans-Peter Ferner  | 1:46,33 |
| 2       | Sebastian Coe      | 1:46,68 |
| 3       | Jorma Härkönen     | 1:46,90 |
| 4       | Garry Cook         | 1:46,94 |
| 5       | Rob Druppers       | 1:47,06 |
| 6       | Detlef Wagenknecht | 1:47,06 |
| 7       | Olaf Beyer         | 1:47,36 |
| 8       | Willi Wülbeck      | 1:48,90 |